# Rode lijn (metro van Washington)
De Red Line (vertaald: de 'rode lijn') is een metrolijn van de metro van Washington die opereert tussen 27 stations in Montgomery County en District of Columbia. De lijn werd in 1976 geopend.
Het is een hoofdlijn door het centrum (downtown) van Washington, D.C. en tevens de oudste en drukste lijn van het metronet. De lijn heeft een langgerekte U-vorm tussen de twee eindhaltes Shady Grove en Glenmont.

## Metro-ongeval
Op 22 juni 2009 reed een metro komende vanuit Glenmont richting Shady Grove in op een stilstaande metro tussen de stations Takoma en Fort Totten. Hierbij kwamen 9 mensen om het leven (zie verder metro-ongeluk in Washington 2009).